# Chlmec (rzeka)
Chlmec – rzeka we wschodniej Słowacji, prawy dopływ Trnávki w zlewisku Morza Czarnego. Długość – 35,5 km.
Chlmec ma źródła na wysokości 696 m n.p.m. na wschodnich stokach szczytu Bogota w południowej części słowackich Gór Tokajsko-Slańskich. Płynie na południowy wschód i wypływa na Nizinę Wschodniosłowacką. Przed barierą Wzgórz Zemplińskich zawraca na północ i uchodzi do Trnávki koło wsi Zemplínske Hradište. W końcowym odcinku, poniżej mostu na drodze krajowej 553, koryto Chlmca jest ujęte w wały po obu stronach rzeki.